# Elecciones federales de Malasia de 1995
Las novenas elecciones federales de Malasia, décimas desde el establecimiento del Consejo Legislativo Federal, y octavas desde la unificación del país, tuvieron lugar entre el 24 y 25 de abril de 1995. Se renovaron los 192 escaños del Dewan Rakyat, la cámara baja del Parlamento, mediante escrutinio mayoritario uninominal. Ese mismo día también se realizaron elecciones para once de las trece Asambleas Legislativas Estatales, con la excepción de los estados de Sabah y Sarawak.
La coalición oficialista, el Barisan Nasional (Frente Nacional) obtuvo una victoria aplastante, superando por primera y única vez el 65% del voto popular, y obteniendo una enorme mayoría absoluta de dos tercios en el Dewan Rakyat, ocupando 162 escaños. Las dos coaliciones opositoras, que habían tenido un buen desempeño en las anteriores elecciones, sufrieron una fuerte debacle electoral, perdiendo ambas el 15% de los votos obtenidos en 1990 y 19 escaños las dos juntas. La oposición de centroizquierda, representada por la alianza Idea Popular, obtuvo el 15.93% de los votos y 17 escaños, mientras que la oposición islamista, representada por el Movimiento de Unidad Musulmana, obtuvo el 17.57% de los votos y 13 escaños. La participación electoral fue una de las más bajas hasta el momento, del 68.29%.
En el plano estatal, el Barisan Nasional se impuso en diez de los once estados en disputa, conservando además Sarawak (que había celebrados sus elecciones en 1991) y Sabah (donde consiguió el gobierno por una deserción masiva tras las elecciones de 1994), siendo la última ocasión donde se realizaron elecciones estatales solo en Malasia Peninsular. El Movimiento de Unidad Musulmana logró retener Kelantan por aplastante margen, afianzando la hegemonía del islamismo en el estado incluso a pesar de la dominación del BN.

## Sistema electoral
Todo ciudadano que haya alcanzado la edad de veintiún años y que esté en la "fecha de calificación" (fecha por referencia a la cual se preparan o revisan las listas electorales) residente en un distrito electoral o, si no es así, se clasifica como "votante ausente" (uno que está registrado como un votante ausente con respecto a ese distrito electoral) tiene derecho a votar en ese distrito electoral en cualquier elección del Dewan Rakyat. Una persona está descalificada para ser elector si en la fecha de calificación está detenido como una persona con problemas de juicio, está en quiebra sin cargos, está cumpliendo una condena de prisión, o sigue siendo responsable, en virtud de una condena en cualquier parte de la Mancomunidad de Naciones, a una sentencia de muerte o encarcelamiento por un término superior a doce meses.
Los registros electorales se elaboran a nivel de distrito electoral y se revisan anualmente. El voto no es obligatorio. El voto postal está permitido para los votantes ausentes, los miembros de la fuerza policial, los responsables de ciertos deberes en la jornada electoral y los miembros de la Comisión Electoral misma. Todo ciudadano residente en la Federación está calificado para ser miembro del Dewan Rakyat si no tiene menos de 21 años y del Dewan Negara si tiene al menos treinta años.
Una persona está inhabilitada para ser miembro de cualquiera de las dos Cámaras del Parlamento si debe lealtad a cualquier país que no pertenezca a la Federación, haya sido declarado mentalmente insano, haya quedado en quiebra sin cargos, o haya sido condenado y sentenciado a una pena de no menos de un año o una multa de no menos de $2,000. Personas que tienen un "oficio público pago" (un trabajo de tiempo completo en cualquiera de los servicios públicos, como el cargo de cualquier juez del Tribunal Federal o de un Tribunal Superior, de procurador general o de un miembro de la Comisión Electoral), por su parte, no pueden ser simultáneamente miembros del Parlamento.
Cada candidato al Parlamento, que no necesita necesariamente ser miembro de un partido político: debe contar con el apoyo de seis electores registrados de su circunscripción. Un candidato al Dewan Rakyat debe hacer un depósito monetario de 1,000 Ringgit, que se reembolsan si el candidato recibe más de un octavo de los votos de la circunscripción disputada. Un candidato al Parlamento debe presentar una devolución de los gastos de campaña dentro del tiempo y el modo requeridos por la ley. Los gastos máximos permitidos son de 20,000 Ringgit.
Los diputados son elegidos en 192 distritos electorales de un solo miembro por mayoría simple de votos para un mandato de cinco años. Las elecciones parciales se llevan a cabo, o se realizan nombramientos, dentro de los 60 días (90 días en los estados de Sabah y Sarawak) para llenar los escaños parlamentarios que quedaran vacantes en las elecciones generales. Los escaños de los diputados que quedan vacantes dentro de los seis meses posteriores a la disolución programada del Parlamento no se cubren.

## Campaña
En total, 428 candidatos disputaron los 192 escaños, siendo 11 ganados sin oposición por el Barisan Nasional (BN) el día de la nominación, el 25 de abril de 1995. La campaña electoral comenzó a las 12:30 del mediodía ese mismo día, con la elección programada para el 24 de abril, por lo que esta duraría tan solo diez días. Dado el corto tiempo antes de los comicios, la tarea de los partidos políticos de transmitir sus puntos de vista al electorado fue una tarea particularmente difícil. El problema se magnificó por la prohibición, bajo el alegato de preservar la seguridad pública, en la organización de mítines públicos y grandes concentraciones políticas. Dadas las circunstancias, la campaña asumió tres grandes formas: guerras de carteles, visitas casa por casa, y ceramahs. Los ceramahs eran charlas o conferencias políticas realizadas en casas o centros comunitarios, que tuvieron especial relieve en la campaña del Movimiento de Unidad Musulmana (PAS-S46-BERJASA) en el Estado de Kelantan, aunque también cobraron relevancia en el resto del país. La emisora públicos Radio Malaysia otorgó un período de tiempo a cada partido para explicar sus manifiestos durante quince minutos, aunque el tiempo otorgado al BN fue mucho más desproporcionado debido al control oficialista sobre los medios estatales.
Como un punto importante en cada batalla electoral en Malasia, el oficialismo recurrió a un tradicional despliegue de vallas publicitarias por todo el país. El BN instaló unas 3.000 vallas de distinto tamaño, que iban desde 3x3 metros hasta 12x3 metros ubicadas estratégicamente en rotondas, intersecciones de autopistas, y en casi todas las carreteras del país. Las mismas exhortaban al pueblo malasio a votar por el BN para garantizar la continuidad de la estabilidad política, racial y económica. La campaña de Mahathir, que buscaba un cuarto mandato, se basó en destacar el récord positivo de su gobierno tanto en el campo económico (al menos 8% de crecimiento anual desde 1987), siguiendo una política de libre mercado, como en el social (mejorando las relaciones raciales entre la mayoría de los malayos y la comunidad china orientada a los negocios), y declaró: "El mayor impulso de nuestra campaña es el desarrollo continuo, ahora y en el futuro". En general, sin embargo, la campaña no fue demasiado personalista en cuanto a ninguno de los líderes partidarios, y los partidos recurrieron a exhibir carteles de sus candidatos en los distritos electorales que estos disputaban.
El oficialismo se enfrentó a una oposición relativamente débil y dividida, encabezada por el DAP, el PAS y el S46, liderado por Tengku Razaleigh Hamzah. El DAP y otros partidos de izquierda y centroizquierda constituían la alianza Idea Popular (Gagasan Rakyat o GS), mientras que el PAS, el S46 y otros partidos islamistas menores constituían el Movimiento de Unidad Musulmana o APU. El pacto realizado para los comicios de 1990 por el cual ni el GS ni el APU se disputaron escaños no se respetó en 1995 y hubo varias peleas de tres bandas que beneficiaron al BN. A pesar de las coaliciones informales de la oposición, casi todos los partidos presentaron manifiestos diferenciados, evidenciando la aguda crisis de cohesión que los afectaba.
Mahathir centró la campaña oficialista en los estados de mayor fluctuación electoral, como Kelantan, único estado gobernado por la oposición; Sabah, que hasta el año anterior había sido gobernado por el GS hasta su caída tras las elecciones estatales de 1994; y Penang, donde el GS había lanzado su interesante campaña RoboCop para tomar el control del estado con Lim Kit Siang como candidato a Ministro Principal. La campaña de la alianza Gagasan Rakyat puso como objetivo primordial privar al BN de una mayoría de dos tercios, para frustrar lo que llamó la posibilidad de un "estado de partido único" en Malasia; para reemplazar la "liberalización menor" con "liberación total"; e hizo la promesa de continuar los esfuerzos para crear una Malasia Malasia. Su manifiesto de diez puntos proponía poner fin a las divisiones raciales, restaurar la independencia del poder judicial, instaurar la libertad de religión, combatir la creciente corrupción, y se centró en destacar los aspectos más negativos del gobierno del BN: mal uso del poder, monopolización de los medios de comunicación, y ausencia de libertades políticas. Mahathir escogió Penang como primer punto de parada para su gira por el país. Allí realizó un discurso en el que llamó a la continuidad como un camino para el desarrollo, y utilizó irónicamente el nombre de la campaña opositora para referirse a Lim Kit Siang como una persona "robótica y sin alma". En Kelantan, Mahathir prometió grandes proyectos de infraestructura y desarrollo si la coalición oficialista recuperaba el gobierno estatal, denunciando las supuestas tácticas sucias del gobierno de Nik Abdul Aziz para que los kelantaneses votaran al APU. Afirmó que "el BN es el único sitio donde hay espacio para todo el mundo". La estrategia de Mahathir, según analistas, tuvo éxito en destruir las expectativas opositoras.
En Sabah, el gobierno puso mucho empeño en obtener más de la mitad de los escaños, debido a que en 1994 había obtenido el gobierno estatal por una deserción parlamentaria masiva, habiendo perdido las elecciones previamente, aunque por un muy estrecho margen. El PBS, dentro de la alianza Gagasan Rakyat, basó su campaña en adoptar un papel de "perro guardián", afirmando que una victoria electoral en el estado, aunque fuera solo a nivel federal, impulsaría al nuevo gobierno a cumplir con todas sus promesas de desarrollo. Algunos de sus candidatos apelaron al nacionalismo de la etnia Kadazann, con el que habían tenido éxito en los comicios anteriores, y argumentó que votar masivamente al PBS los llevaría a tener una mayor inclusión dentro de la sociedad política malasia. El Partido Popular de Malasia (PRM), también presentó su propio manifiesto, de doce puntos, en el que cuestionaba que la política económica del BN realmente beneficiara al pueblo, y prometió la construcción de casas, la instalación de más escuelas y hospitales en áreas menos desarrolladas, y un aumento en los salarios y asignaciones para funcionarios de menor grado.
El Partido Semangat 46 se basó principalmente en la campaña de puerta a puerta, que consideraba más efectiva que los ceramahs nocturnos. Sus manifiesto de veinte puntos con el nombre "Justicia para Todos" también reflejó este enfoque individualista, ya que se dirigió directamente a diversos sectores de la sociedad. Para los profesionales, prometió la abolición del Nuevo Esquema de Remuneración, un aumento de los salarios de las fuerzas armadas y la policía, y la abolición del impuesto de circulación. A las mujeres trabajadoras, prometió extender la licencia por maternidad a sesenta días. Al sector religioso, una mejora de las condiciones económicas de los muftis y kadis. A la realeza, la restauración de la posición del Yang di-Pertuan Agong en la elaboración de leyes. Para el sector educativo, una reducción en la edad de la escuela primaria para los niños y la fijación de un límite de veinticinco alumnos para el tamaño de una clase. Debido a que recientemente había abandonado el enfoque multirracial, el partido presentó candidatos en todas las circunscripciones de mayoría malaya, principalmente en Malasia Occidental.
La campaña del PAS, todavía bajo el liderazgo del moderado Fadzil Noor, recurrió al mismo manifiesto de 1990, titulado "Progreso con el Islam". Su objetivo era crear una comunidad justa y una administración eficiente basada en los principios y valores del Islam con la ley islámica como la principal fuente de referencia legal. Su manifiesto de catorce puntos prometía crear una sociedad disciplinada, piadosa y responsable con valores morales y humanitarios elevados. En términos de política económica, prometió continuar con la política de privatización (excepto los servicios públicos), pero abolir todas las formas de actividades económicas que chocaran con valores éticos y humanos, incluido el juego. Se comprometió a preservar el medio ambiente, perseguir una política exterior dinámica y proteger los derechos fundamentales de las personas. Otros compromisos incluyeron la abolición de la Ley de Seguridad Interna y la revisión del Código Nacional de Tierras, la Ley de Imprentas y Publicaciones, la Ley de Secretos Oficiales y la Ley de Universidades y Colegios Universitarios. El manifiesto enfatizó el concepto de "líderes para las personas y personas junto a los líderes" en la administración del país.

## Resultados

### Dewan Rakyat
|  | 36.88 % |

|  | 46.35 % |

|  | 15.74 % |

|  | 15.63 % |

|  | 3.88 % |

|  | 3.65 % |

|  | 3.28 % |

|  | 3.65 % |

|  | 1.95 % |

|  | 3.65 % |

|  | 1.14 % |

|  | 1.04 % |

|  | 0.74 % |

|  | 1.56 % |

|  | 0.71 % |

|  | 5.21 % |

|  | 0.50 % |

|  | 2.60 % |

|  | 0.22 % |

|  | 0.52 % |

|  | 0.12 % |

|  | 0.52 % |

|  | 65.16 % |

|  | 84.38 % |

|  | 10.35 % |

|  | 3.13 % |

|  | 7.22 % |

|  | 3.65 % |

|  | 17.57 % |

|  | 6.77 % |

|  | 11.96 % |

|  | 4.69 % |

|  | 3.33 % |

|  | 4.17 % |

|  | 0.64 % |

|  | 0.00 % |

|  | 15.93 % |

|  | 8.85 % |

|  | 0.08 % |

|  | 0.00 % |

|  | 1.26 % |

|  | 0.00 % |

|  | 96.81 % |

|  | 3.19 % |

|  | 100.00 % |

|  | 100.00 % |

|  | 31.73 % |

|  | 68.27 % |

|  | 89.57 % |

|  | 48.77 % |

### Resultado por estado
Exceptuando Kelantan, el Barisan Nasional logró imponerse en todos los distritos, incluso obteniendo una amplia diferencia en el Territorio Federal de Kuala Lumpur, un bastión tradicional del Partido de Acción Democrática desde la primera elección disputada tras la creación del territorio en 1974. En Kelantan, la oposición estuvo muy cerca de volver a obtener todos los escaños federales, aunque el BN logró obtener dos.
|  | 62.27 % |

|  | 85.01 % |

|  | 37.73 % |

|  | 64.56 % |

|  | 73.95 % |

|  | 35.20 % |

|  | 0.23 % |

|  | 56.64 % |

|  | 76.23 % |

|  | 42.18 % |

|  | 1.12 % |

|  | 0.06 % |

|  | 54.71 % |

|  | 80.97 % |

|  | 45.29 % |

|  | 60.76 % |

|  | 76.21 % |

|  | 34.39 % |

|  | 4.85 % |

|  | 68.32 % |

|  | 65.15 % |

|  | 19.60 % |

|  | 11.83 % |

|  | 0.24 % |

|  | 70.88 % |

|  | 72.98 % |

|  | 23.50 % |

|  | 4.37 % |

|  | 1.26 % |

|  | 74.57 % |

|  | 70.22 % |

|  | 15.50 % |

|  | 8.85 % |

|  | 1.07 % |

|  | 58.86 % |

|  | 68.80 % |

|  | 34.49 % |

|  | 6.56 % |

|  | 0.08 % |

|  | 70.03 % |

|  | 73.53 % |

|  | 17.81 % |

|  | 11.53 % |

|  | 0.63 % |

|  | 67.77 % |

|  | 76.80 % |

|  | 21.00 % |

|  | 11.23 % |

|  | 79.44 % |

|  | 74.15 % |

|  | 11.52 % |

|  | 8.94 % |

|  | 0.10 % |

|  | 69.79 % |

|  | 69.19 % |

|  | 30.21 % |

|  | 53.99 % |

|  | 44.95 % |

|  | 0.18 % |

|  | 0.87 % |

|  | 63.56 % |

|  | 22.31 % |

|  | 14.13 % |

### Asambleas Legislativas Estatales
| Estado          | Barisan Nasional | Barisan Nasional | Barisan Nasional | Barisan Nasional | Angkatan Perpaduan Ummah | Angkatan Perpaduan Ummah | Angkatan Perpaduan Ummah | Angkatan Perpaduan Ummah | Gagasan Rakyat | Gagasan Rakyat | Gagasan Rakyat | Gagasan Rakyat | Independientes y otros | Independientes y otros | Independientes y otros | Independientes y otros | Gobernador electo       | Partido | Partido      |
| Estado          | Votos            | %                | Escaños          | ±                | Votos                    | %                        | Escaños                  | ±                        | Votos          | %              | Escaños        | ±              | Votos                  | %                      | Escaños                | ±                      | Gobernador electo       | Partido | Partido      |
| --------------- | ---------------- | ---------------- | ---------------- | ---------------- | ------------------------ | ------------------------ | ------------------------ | ------------------------ | -------------- | -------------- | -------------- | -------------- | ---------------------- | ---------------------- | ---------------------- | ---------------------- | ----------------------- | ------- | ------------ |
| Perlis          | 52.063           | 68.10%           | 15               | 1                | 24.384                   | 31.90%                   | 0                        | Sin cambios              |                |                |                |                |                        |                        |                        |                        | Abdul Hamid Pawanteh    |         | UMNO (BN)    |
| Kedah           | 319.640          | 62.41%           | 34               | 1                | 178.330                  | 34.82%                   | 2                        | 1                        | 14.093         | 2.75%          | 0              | 1              | 95                     | 0.02%                  | 0                      | Sin cambios            | Osman Aroff             |         | UMNO (BN)    |
| Kelantan        | 192.949          | 43.06%           | 7                | 7                | 252.934                  | 56.45%                   | 32                       | 7                        |                |                |                |                | 2.194                  | 0.49%                  | 0                      | Sin cambios            | Nik Abdul Aziz          |         | PAS (APU)    |
| Terengganu      | 150.837          | 55.43%           | 25               | 3                | 120.934                  | 44.44%                   | 10                       | 8                        |                |                |                |                | 373                    | 0.13%                  | 0                      | Sin cambios            | Wan Mokhtar Ahmad       |         | UMNO (BN)    |
| Penang          | 310.302          | 65.80%           | 32               | 13               | 18.760                   | 3.98%                    | 0                        | Sin cambios              | 141.149        | 29.93%         | 1              | 13             | 1.395                  | 0.29%                  | 0                      | Sin cambios            | Koh Tsu Koon            |         | Gerakan (BN) |
| Perak           | 500.202          | 69.66%           | 51               | 19               | 100.890                  | 14.05%                   | 0                        | Sin cambios              | 113.872        | 15.86%         | 1              | 12             | 3.093                  | 0.43%                  | 0                      | Sin cambios            | Ramli Ngah Talib        |         | UMNO (BN)    |
| Pahang          | 237.321          | 67.91%           | 37               | 6                | 82.868                   | 23.71%                   | 0                        | 1                        | 27.365         | 7.83%          | 1              | Sin cambios    | 1.895                  | 0.55%                  | 0                      | Sin cambios            | Abdul Rahim Abu Bakar   |         | UMNO (BN)    |
| Selangor        | 514.159          | 73.84%           | 45               | 10               | 84.168                   | 12.09%                   | 0                        | 1                        | 95.291         | 13.69%         | 3              | 3              | 2.654                  | 0.38%                  | 0                      | Sin cambios            | Muhammad Muhammad Taib  |         | UMNO (BN)    |
| Negeri Sembilan | 194.833          | 72.52%           | 30               | 6                | 27.109                   | 10.09%                   | 0                        | Sin cambios              | 41.523         | 15.46%         | 2              | 2              | 5.204                  | 1.93%                  | 0                      | Sin cambios            | Mohd Isa Abdul Samad    |         | UMNO (BN)    |
| Malacca         | 147.811          | 69.38%           | 22               | 3                | 28.388                   | 13.32%                   | 0                        | Sin cambios              | 36.850         | 17.30%         | 3              | Sin cambios    |                        |                        |                        |                        | Abdul Rahim Thamby Chik |         | UMNO (BN)    |
| Johor           | 590.819          | 77.26%           | 40               | 6                | 87.346                   | 11.42%                   | 0                        | 1                        | 72.599         | 9.49%          | 0              | 3              | 13.985                 | 1.83%                  | 0                      | Sin cambios            | Muhyiddin Yassin        |         | UMNO (BN)    |
| Total           | 3.210.936        | 67.03%           | 338              | 71               | 1.006.111                | 21.00%                   | 42                       | 1                        | 542.742        | 11.33%         | 11             | 70             | 30.515                 | 0.64%                  | 0                      | 2                      |                         |         |              |